# إدواردو دي بولي
إدواردو دي بولي (بالبرتغالية: Eduardo de Poli‏) (مواليد 19 فبراير 1969) هو سبّاح برازيلي، مثّل بلاده في الألعاب الأولمبية الصيفية 1988.

## روابط خارجية
إدواردو دي بولي على موقع الاتحاد الدولي للسباحة (الإنجليزية)
- إدواردو دي بولي على موقع أوليمبيديا (الإنجليزية)